# Marco Histórico Nacional na Dakota do Norte
A lista de Marco Histórico Nacional na Dakota do Norte contem os marcos designados pelo Governo Federal dos Estados Unidos para o estado norte-americano da Dakota do Norte.
Existem 6 Marcos Históricos Nacional (NHLs) na Dakota do Norte. Eles estão distribuídos em 6 dos 53 condados do estado. O primeiro marco da Dakota do Norte foi designado em 4 de julho de 1961 e o mais recente foi em 13 de julho de 2011.

## Listagem atual
Legenda:
| NRHP | Registro Nacional de Lugares Históricos |
| NHL  | Marco Histórico Nacional                |
| NHLD | Distrito Histórico Nacional             |
| HD   | Distrito Histórico                      |
| NHS  | Local Histórico Nacional                |
| NMEM | Memorial Nacional dos EUA               |
| NMON | Monumento Nacional dos EUA              |
| NHP  | Parque Histórico Nacional dos EUA       |
| NMP  | Parque Nacional Militar dos EUA         |

| [ 2 ] | Nome                                          | Imagem | Inclusão                          | Localidade e coordenadas                      | Condado  | NHLS     | Observações                                  |
| ----- | --------------------------------------------- | ------ | --------------------------------- | --------------------------------------------- | -------- | -------- | -------------------------------------------- |
| 1     | Big Hidatsa Village Site                      |        | 19 de julho de 1964 (60 anos)     | Stanton                                       | Mercer   | 66000600 |                                              |
| 2     | Entreposto Fort Union                         |        | 4 de julho de 1961 (63 anos)      | Oeste de Buford 47° 59′ 58″ N, 104° 02′ 26″ O | Williams | 66000103 |                                              |
| 3     | Fazenda Bonanza de Frederick A. e Sophia Bagg |        | 5 de abril de 2005 (19 anos)      | Mooreton 46° 15′ 11″ N, 96° 51′ 57″ O         | Richland | 85002832 |                                              |
| 4     | Menoken Indian Village Site                   |        | 19 de julho de 1964 (60 anos)     | Endereço restrito em Bismarck                 | Burleigh | 66000599 | Documentação revisada em 5 de abril de 2005. |
| 5     | Lynch Knife River Flint Quarry                |        | 13 de julho de 2011 (13 anos)     | Endereço restrito próximo de Dunn Center      | Dunn     | 11000629 |                                              |
| 6     | Sítio Arqueológico Huff                       |        | 18 de fevereiro de 1997 (28 anos) | Sudeste de Huff                               | Morton   | 80002920 |                                              |

## Áreas históricas do NPS na Dakota do Norte
Locais históricos nacional, parques históricos nacional, alguns monumentos nacional e determinadas áreas listadas no Sistema Nacional de Parques são marcos históricos de importância nacional, geralmente já protegidos antes mesmo da criação do programa NHL em 1960.
Existem 2 dessas áreas na Dakota do Norte. O Local Histórico Nacional do Entreposto Fort Union é também um NHL e está listado acima. O outro é:
|   | Nome                                                    | Imagem | Inclusão                        | Localidade e coordenadas              | Condado | NRIS     | Observações |
| - | ------------------------------------------------------- | ------ | ------------------------------- | ------------------------------------- | ------- | -------- | ----------- |
| 1 | Local Histórico Nacional do Knife River Indian Villages |        | 26 de outubro de 1974 (50 anos) | Stanton 47° 21′ 15″ N, 101° 23′ 09″ O | Mercer  | 74002220 |             |